# 2015 في الفلبين
فيما يلي قوائم الأحداث التي وقعت خلال عام 2015 في الفلبين.

## سياسة

### انتهاء فترة المنصب
- 16 مارس – والدن بيلو عضو مجلس النواب في الفلبين ‏.

## برامج ومسلسلات وأنمي
- رجل المقاطعة

## وفيات

### مايو
- 3 مايو – عبد الباسط عثمان (مواليد 1974)

### أغسطس
- 26 أغسطس – فرنسيسكو سان دييغو (مواليد 1935) كهنوت فلبيني.

### أكتوبر
- 5 أكتوبر – مهرج أرويو (مواليد 1927) سياسي فلبيني.
- 29 أكتوبر – إيرنيستو هيريرا (مواليد 1942) سياسي فلبيني.